# Флаг Приморско-Ахтарского района
Флаг муниципального образования Примо́рско-Ахта́рский район Краснодарского края Российской Федерации — опознавательно-правовой знак, служащий официальным символом муниципального образования.
Флаг утверждён 16 декабря 2005 года решением Совета муниципального образования Приморско-Ахтарский район № 139 и внесён в Государственный геральдический регистр Российской Федерации с присвоением регистрационного номера 2147.

## Описание
«Флаг Приморско-Ахтарского района представляет собой прямоугольное белое полотнище с отношением ширины к длине 2:3, воспроизводящее композицию герба района: вдоль нижнего края голубая полоса верхний край которой выполнен в форме волн бегущих в сторону древка (габаритная ширина полосы 1/2 ширины полотнища). Из-за полосы посередине выходит красное солнце. Посередине голубой полосы изображён белый, бьющий хвостом, осётр».

## Обоснование символики
Флаг языком символов и аллегорий указывает на экономические, исторические и природные особенности района.
Приморско-Ахтарский район расположен в северо-западной части Краснодарского края. С запада и севера его территория омывается Азовским морем.
Происхождение первых поселений здесь связано с рыбным промыслом. В Азовском море и многочисленных лиманах находились богатейшие рыбные запасы. В настоящее время рыбная промышленность также играет большую роль в экономике района, о чём на флаге говорит изображение белого осётра.
Морские волны и солнце аллегорически указывают на развитие курортного туризма в районе. Здесь созданы благоприятные условия для отдыха на море, привлекающие жителей различных уголков нашей страны. Организация курортной сферы сейчас является одним из приоритетных направлений экономики района.
Белый цвет (серебро) — символ чистоты, совершенства, мира и взаимопонимания.
Голубой цвет (лазурь) — символ чести, благородства, духовности.
Красный цвет — символ мужества, силы, труда, красоты.